# ريكاردو روخا
ريكاردو روخا (18 نوفمبر 1982 بماتوسينهوس في البرتغال - ) هو لاعب كرة قدم برتغالي في مركز الدفاع. لعب مع نادي بيرا مار ونادي تونديلا ونادي كوفيليا وAC Vila Meã ‏ وF.C. Infesta ‏ وF.C. Pedras Rubras ‏ ونادي تشافيس وPedrouços A.C. ‏ وSport Benfica e Castelo Branco ‏.

## روابط خارجية
- ريكاردو روخا على موقع قاعدة بيانات كرة القدم.إي يو (الإنجليزية)
- ريكاردو روخا على موقع Soccerway.com (الإنجليزية)